# Archimedes Memória
Archimedes Memória (Ipu, mediados de 1893 — Río de Janeiro, mediados de septiembre de 1960) fue un arquitecto brasileño.
Llegó a Río de Janeiro en 1911 con la intención de estudiar dibujo en la Escuela Nacional de Bellas Artes. Luego del inicio del curso, decidió transferirse para el curso de arquitectura, obteniendo varias distinciones académicas.
Inició su vida profesional en el "Escritório Técnico Heitor de Mello", en 1918. Con la muerte de Heitor, en 1920, a quien sucedió, hizo que su oficina sea la más grande de Río de Janeiro hasta 1935. Proyectó algunos de los más importantes edificios cariocas de las décadas de 1920 y 1930. En 1920 ingresó al cuadro de profesores de la Escuela Nacional de Bellas Artes. Fue catedrático de "Grandes Composiciones de Arquitectura" en la FAU/UFRJ y director de la Facultad de Arquitectura de la Universidad de Brasil.
Fue responsable del plano urbanístico de la Exposición Internacional del Centenario de la Independencia en 1922; por el proyecto del Palacio Pedro Ernesto; por los proyectos de la Iglesia de Santa Terezinha en el Túnel Novo, y de las sedes del Hipódromo da Gávea y del Botafogo de Futebol e Regatas; por el proyecto del Palácio das Indústrias, hoy Museo Histórico Nacional; por el Palácio da Festas; el Rio Cassino, en el Passeio Público; por el altar mayor de la Igreja da Candelária y por varias residencias. Su proyecto más imponente fue el Palacio Tiradentes, edificio en estilo eclético, destinado a albergar a la Cámara de Diputados realizado en asociación con Francisco Cuchet. 
Fue el ganador del concurso nacional de proyectos para la construcción del edificio sede del entonces recién creado Ministerio de Educación y de Salud Pública, el Palacio Capanema, pero el gobierno prefirió entregar la tarea a Lúcio Costa y Oscar Niemeyer, en lo que quedó conocido como uno de los hitos fundadores de la arquitectura moderna brasileña.
En su ciudad natal, Ipu, fue el autor de la planta municipal. La iglesia matriz tuvo el plano elaborado por él pero, insatisfecho en saber que su proyecto fue alterado interna y extermanete, nunca más volvió a la ciudad.